# Pleurosignum capensis
Pleurosignum capensis is een pissebed uit de familie Paramunnidae. De wetenschappelijke naam van de soort is voor het eerst geldig gepubliceerd in 1977 door Brian Frederick Kensley.